# Anne Desclos
Anne Desclos (ur. 23 września 1907 w Rochefort, zm. 30 kwietnia 1998 w Corbeil-Essonnes) – francuska pisarka, tłumaczka. Znana pod pseudonimami Pauline Réage i Dominique Aury.

## Życiorys
Studiowała na Sorbonie, później pracowała jako dziennikarka, a od 1946 sekretarz redakcji Gallimard Publishers, gdzie przybrała pseudonim Dominique Aury. Pracowała jako tłumaczka literatury angielskiej i amerykańskiej, przetłumaczyła na francuski dzieła m.in. Algernona Swinburne'a, Evelyn Waugh, Virginii Woolf, T.S. Eliota, F.S. Fitzgeralda i wielu innych. Gdy jej współpracownik, Jean Paulhan, stwierdził, że żadna kobieta nie potrafi napisać powieści erotycznej, Anne Desclos postanowiła udowodnić mu, że się myli, i napisała powieść erotyczną Historia O, wydaną w 1954 pod pseudonimem Pauline Réage. Powieść odniosła komercyjny sukces. Dopiero w 1994 A. Desclos potwierdziła, że to ona jest autorką tej powieści.